# نونو مينديش (لاعب كرة قدم مواليد 1978)
نونو مينديز (7 أبريل 1978 بغيمارايش في البرتغال - ) هو لاعب كرة قدم برتغالي في مركز الدفاع. شارك مع منتخب البرتغال تحت 21 سنة لكرة القدم. أما مع النوادي، فقد لعب مع سبورتينغ براغا وفيتوريا دي غيماريش وموريرينسي ونادي بليموث أرجايل ونادي ستراسبورغ ونادي كريتيل ويو دي ليريا ونادي ديبورتيفو داس أيفيس وديسبورتيفو تروفينسي ونادي غوندومار وF.C. Felgueiras ‏ ونادي بينفايل ونادي تشافيس ونادي سانتا كلارا.

## وصلات خارجية
- نونو مينديز على موقع قاعدة بيانات كرة القدم.إي يو (الإنجليزية)
- نونو مينديز على موقع Soccerbase.com (لاعب) (الإنجليزية)